# الچین افندی‌اف
الچین افندی‌اف (ترکی آذربایجانی: Elçin İlyas oğlu Əfəndiyev) نویسنده، فیلم‌نامه‌نویس، ادبیات‌شناس آذربایجانی و عضو اتحادیه نویسندگان جمهوری آذربایجان، دکتر فقه‌الغه، خادم هنر افتخاری آذربایجان، «نویسندهٔ خلق»، برنده نشان «استقلال» و دستیار سابق نخست‌وزیر آذربایجان است.

## زندگی‌نامه
الچین افندی‌اف در ۱۳ مه سال ۱۹۴۳ در باکو در خانوادهٔ «الیاس افندی‌اف» یکی از برجسته‌ترین چهره‌های قرن بیستم ادبیات آذربایجانی زاییده شد. از آنجا که پدرش نویسنده بود، از دوران کودکی با ادبیات محلی و جهان از نزدیک آشنا شد. وی در کارنامهٔ آتی خود به عنوان نویسندهٔ موفق از این آشنایی تأثیرات زیادی گرفت. در سن ۱۶ سالگی اولین داستان خود را نوشت که، در سال ۱۹۵۹، در مجلهٔ «جوانان آذربایجان» به چاپ رسید. الچین افندی‌اف دورهٔ راهنمایی خود را در سال ۱۹۶۰ به پایان رسانیده و وارد دانشگاه دولتی باکو گردید. در سال ۱۹۶۵، از دانشکدهٔ فقه‌الغه فارغ‌التحصیل شد. در سال ۱۹۶۹، با نوشتن پایان‌نامه ای ۵۰۰ صفحه ای، دکترای خود را از دانشکده نظامی گنجوی آکادمی ملی علوم جمهوری آذربایجان دریافت نمود.
در سال ۱۹۶۵، مجموعه ای را از داستان‌های خود موسوم به «یکی از هزار شب» انتشار داد. در سال‌های بعد، قریب به ۱۰۰ کتاب وی به زبان‌های انگلیسی، فرانسوی، آلمانی، اسپانیایی، ترکی استانبولی، مجاری، بلغاری، عربی، فارسی، ماندارین، چکی، اسلواکی، لهستانی، کرواتی، گرجی، لیتوانیایی، مولداویایی، ترکمنی، ازبکی، قزاقی، فارسی تاجیکی، صربی و غیره… ترجمه و منتشر شد. بیش از ۵ میلیون نسخه از کتاب‌هایش در سرتاسر جهان به فروش رسیده‌است.
کارنامه سیاسی
در دوران شوروی، الچین افندی‌اف سکاندار دستیاری ریاست شورای عالی آذربایجان شوروی را بر عهده داشت. از سال ۱۹۹۳، به وظیفهٔ معاون نخست‌وزیر جمهوری آذربایجان گماشته شد. او به عنوان معاون نخست‌وزیر، بر بخش‌های مختلف فعالیت‌های مختلف دولتی مانند روابط فرهنگی و ورزشی نظارت می‌نماید.
وی همچنین متصدی سازمان فرهنگی موسوم به «وطن» می‌باشد، که بر تنظیم روابط فرهنگی با سایر کشور متمرکز گردیده‌است. علاوه بر این، الچین افندی‌اف عضو کمیته‌های گونه‌گون دولتی و عضو کمیته آموزش و پرورش تحت ریاست جمهوری آذربایجان است.
جوایز
۲۹ مه سال ۲۰۰۳، بنابه فرمان رئیس‌جمهوری آذربایجان، نشان «استقلال» به الچین افندی‌اف به خاطر مشارکت‌های سازندهٔ وی در پیشرفت ادبیات آذربایجانی اعطاء گردید.